# Jack Veerman
Jacobus Ignatius Maria (Jack) Veerman (Volendam, 12 januari 1954) is een Nederlandse drummer.

## Biografie
Veerman werd in 1954 geboren in een muzikaal gezin. Alle dertien kinderen leerden van hun vader een muziekinstrument bespelen en sommigen speelden later in muziekbands, onder wie vier van zijn broers in de jaren tachtig in De Dekkerband.
In 1969, aan het begin van zijn muzikale loopbaan, speelde Veerman in de band Alles die een single uitbracht, Murdock 9-6182. Ook speelde hij nog in een andere band die Top 40-muziek voortbracht. In 1974 werd hij gevraagd als drummer in BZN, om de plaats in te nemen van Jan Keizer die doorging als zanger van de band.
Nadat BZN in 2007 ophield te bestaan, benaderde Veerman Linda Schilder met wie hij de band Mon Amour startte. Deze band neemt voornamelijk repertoire op in de stijl van BZN. Veerman is de enige BZN'er die in de band zit. Wel was zanger Keizer betrokken bij het debuutalbum van de band. Op 4 september 2017 kwam de band met het persbericht dat Veerman wilde stoppen bij The Mon Amour band. De overige bandleden wilden niet verder zonder Veerman waarmee na theaterseizoen 2017/2018 The Mon Amour band op 9 juni 2018 stopte.
Naast zijn werk als uitvoerend artiest, schrijft hij samen met Jan Keizer en Jan Tuijp liedjes bij JJJ-productions voor onder andere Tamara Tol en in het verleden ook Jan Smit. Na 1988 heeft hij veel nummers geschreven voor BZN.

### Decker Records
Samen met Mon Amour werd het label Decker Records opgericht en zijn er deze albums verschenen: 
- 2012: Sing me a song
- 2014: Angel of the deep (The best of)
- 2017: 50 Jaar Palingsound (live dubbel cd)